# Dumitru Irimia
Dumitru Irimia (n. 21 octombrie 1939, Roman, Roman, România – d. 3 iulie 2009, Iași, România) a fost un lingvist și filolog român, eminescolog și profesor universitar doctor, autor al unor gramatici și studii universitare de stilistică funcțională a limbii române. A fost profesor la Universitatea „Alexandru Ioan Cuza” din Iași.

## Viața și cariera
Dumitru Irimia s-a născut la 21 octombrie 1939, fiind mijlociul, între cei trei copii, a unei familii obișnuite în Romanul anului 1939: tatăl muncitor la fabrica Arsenal, mama casnică 
În anul 1956 este absolvent al Liceului  Roman Vodă din Roman, unde l-a profesor de Limba română pe Nicolae  Stețcu, de la care a primit Dicționariulu limbei române de A. T. Laurianu și J. C. Massimu, Bucuresci, 1871[A]. Între anii 1956-1957 lucrează ca bibliotecar la Biblioteca Văleni (comuna Botești- Neamț). Între anii 1957-1962, studii în cadrul Facultății de Filologie a Universității Al. I. Cuza din Iași, secția Limba și Literatura Română, unde a avut colegi pe: Leon Volovici, Olga și Liviu Rusu, Mircea Radu Iacoban, Mihai Ursachi. Lucrarea sa de diplomă, din anul 1962,  este studiul Concepția lui Eminescu despre artă. În același an își începe cariera universitară ca șef de cabinet, asistent universitar, etc. timp de 47 de ani . Între anii 1970 - 1989 este lector, specialitatea Lingvistică-Stilistică în cadrul Fac. de Limba și literatura Română, Univ. Al. I. Cuza, Iași. Este lector la universitățile din Torino și Milano, între anii 1972 - 1974, unde realizează două cursuri universitare pentru studenții italieni: Il verbo și Il nome, Torino, în anul 1973. La Iași, organizează Prima ediție a Colocviului național studențesc Mihai Eminescu în anul 1975, manifestare devenită emblematică pentru universitatea ieșeană. Titlul de Doctor în filologie  cu teza: Limbajul poetic eminescian, este obținut în anul 1976. Între anii 1990-1992 este Decan al Fac. de Litere Iași.

## Opera
- Mihai Eminescu, Despre cultură și artă, ediție îngrijită, Iași, Junimea, 1970;
- Limbajul poetic eminescian, 1979;
- Curs de lingvistică generală, Iași, s.d., 1986;
- Structura stilistică a limbii române contemporane, 1986;
- Introducere în stilistică, Iași, Polirom, 1999;
- Dicționarul limbajului poetic eminescian, Iași, Editura Universității "Al.I.Cuza", 2002 (coordonator);
- Dicționarul limbajului poetic eminescian: Semne și sensuri, 2 vol., Iași, Editura Universității "Al.I.Cuza", 2005;
- Gramatica limbii române, Iași, Polirom, 2008.

A coordonat peste 10 volume, 6 cursuri universitare, circa 150 de studii și articole în volume și reviste, 

## Premii
- Premiul Eminescu pentru exegeză – Suceava, 1994
- Premiul Lucian Blaga pentru exegeză la Colocviul Internațional Lucian Blaga, Cluj – 1998;
- Medalia Mihai Eminescu – București, 2000;
- Distincție de vrednicie, acordată de Mitropolia Moldovei și Bucovinei (I.P. S. Daniel), 13 octombrie 2000;
- Premio Internazionale Padre Pio 2003 Insieme, conferit de Libera Università Catolica Internazionale “Padre Pio” și Accademia Internazionale di Scienze ed Arti “Padre Pio” – Italia și Medalia “Padre Pio” (26 aprilie 2003);
- Ordinul Meritul Cultural în grad de Cavaler, conferit de Președintele României (Decret nr. 128 / 11 martie 2004);
- Diplomă la dezbaterea cu tema Este Eminescu cel mai mare român?, Ipotești, 13 iunie 2006
- Diploma de excelență pentru rezultate de excepție obținute în activitatea științifică în anul 2005, Zilele Universității Al. I. Cuza, 26 oct. 2006;
- Diploma Universiății de Stat din Moldova, la cea de-a 60-a aniversare a fondării sale, Chișinău, 6 nov. 2006;
- Titlul științific de Doctor Honoris Causa al Universității de Stat Al. Russo din Bălți (Republica Moldova), și Medalia comemorativă Alecu Russo ( 2 iunie 2005, Bălți, Republica Moldova);
- Titlul științific de Doctor Honoris Causa al Universității de Stat din Chișinău (25 septembrie 2007, Chișinău, Republica Moldova).
- Medalia Universității Petru Maior din Tg. Mureș (16 mai 2008)